# NGC 5204
NCG 5204是一個麥哲倫螺旋星系，位於大熊座，距離地球大約1,450萬光年，並且是M101星系群中的星系之一。它的星系型態分類為SA(s)m，極度的不規則，僅具有任何螺旋臂結構的最基本形態的迹象。這個星系最突出的特徵是一個極其强大，被命名為NGC 5204 X-1的天體物理X射線源。因為其來源的强度及其與地球的相對距離，導致該星系成為幾項研究的目標。

## 結構
NGC 5204的長軸直徑約為6,000秒差距（19,000光年），其尺寸介於較小的矮星系和較大、更突出的螺旋星系（如仙女座星系）之間。雖然星系的整體組織是不規則的，但在主盤面的一端有一個模糊的旋臂結構。這一特徵的存在導致它被歸類為SA(s)m型，也被分類為麥哲倫螺旋星系，僅次於大麥哲倫雲（LMC），是這種罕見星系類型的最著名例子。儘管NGC 5204的直徑比LMC小，但它的恆星分佈要分散得多，其質量約為8x108 M☉，僅為LMC的10%或銀河系的0.1%。它的光度約為6 x 108 L☉。
像大多數不規則星系一樣，NGC 5204含有相對豐富的氣體和塵埃，儘管它沒有任何明顯的星雲或廣闊、劇烈恆星形成區域。儘管該星系的恆星分佈相對分散，但它確實有幾個熱的年輕星團，這些星團被認為是11個已知X射線源中大多數的所在地。因為其可見部分的估計質量無法充分解釋觀測到的單顆恆星（甚至非常接近其中心的）自轉曲線，因此這個星系似乎也有比正常情况下更多的暗物質成分。儘管大多數螺旋星系都表現出旋轉曲線的差異，但這通常要到離星系核心更遠的地方才會變得明顯。
儘管已經確定了三個超新星遺跡，但迄今為止，還沒有在這個星系中觀測到超新星。1997年的一篇論文估計，這個星系可能每2,000年就有一顆超新星。
NGC 5204通常被歸類為M101星系群的一員，但現時還不知道它有任何親密的同伴。

## X-射線源
這個星系最引人注目的特徵是一個非常强大的超亮X射線源（ULX），是由愛因斯坦衛星於20世紀80年代初發現，命名為NGC 5204 X-1。它的位置在13h 29m 38.62s +58° 25′ 05.6″，光度約為5.2 x 1039 erg/s（5.2 x 1032瓦特）。顯然這太强大了，無法由恆星質量黑洞的吸積盤產生，但它的位置位於距離星系中心約15弧秒之處，這也意味著它不能由活躍星系核提供動力。自發現以來，NGC 5204 X-1一直是幾項研究的目標，試圖確定這種和其它已知ULX產生的確切機制。最近的這些研究能够利用錢德拉X射線天文台的高解析度能力對光源進行詳細研究，並確切地排除了其異常光度是由幾個較弱但間隔較近的光源造成的可能性。
對於NGC 5204 X-1的前身，最常見的建議是一個質量約為100-100000 M☉的中等質量黑洞，其中一顆巨大的伴星正在向黑洞丟失質量，類似於其他 X射線聯星系統，但規模要大得多。這一理論得到了這樣一個事實的支持，即這種星等源的愛丁頓極限，意味著產生天體的質量不能小於25 M☉。該源的觀測强度在10年的時間裏變化了50%，這也與吸積盤X射線源一致。

### 光學對應物
2001年，利用錢德拉的X射線數據和哈伯太空望遠鏡對可見光譜的一系列觀測，發現了NGC 5204 X-1的光學對應天體。它的視星等為19.7，儘管距離超過1,400萬光年，相當於-8.7的絕對星等，很可能是一顆類型B或O型超巨星。2003年的一項研究，對光源進行了詳細的光譜分析，確定其表面溫度很可能低於25,000K。如果正確的話，這將表明對應的超巨星是一顆B0型超巨星，質量約為25 M☉，半徑約為30 R☉，類似於天津四。
X射線源和光學對應物都位於周圍超過150秒差距（490光年）寬的大質量星際介質中的一個空洞中心附近。這可能是由這種光度的恆星產生的極其强大恆星風的結果。
這顆大質量恆星的發現也讓人們對ULX是由黑洞吸積盤產生的主流理論產生了一些懷疑。根據所涉及的確切質量，對具有上述詳細組件的聯星系統軌道的計算表明，軌道週期為200–300小時。然而，2006年的一項研究，儘管强度在幾天的時間尺度上確實隨機變化，但沒有發現任何證據表明X射線源的光度有任何週期性變化。因此，這項研究提出了另一種理論，即X射線源是由超巨星的星冕產生的，由於母恆星的光度極高，使它能够產生非常强大的X射線源。眾所周知，超巨星的光度或多或少會隨機發生巨大變化，這會將星冕加熱到不同程度，並用來解釋觀察到的X射線發射强度的變化。
然而，現時還不知道這些理論中哪一個（如果有的話）是正確的，而且這種和其它超亮X射線源的實際來源也都仍然未知。.

## 外部連結
- 维基共享资源上的相關多媒體資源：NGC 5204